# Bembidion farrarae
Bembidion farrarae är en skalbaggsart som beskrevs av Hatch. Bembidion farrarae ingår i släktet Bembidion och familjen jordlöpare. Inga underarter finns listade i Catalogue of Life.